# Cecilia Cheung
Cecilia Cheung (Hongkong, 24 mei 1980) is een Chinees-Australische zangeres en actrice uit Hongkong.

## Biografie
Ze werd geboren in Hongkong. Toen ze klein was scheidden haar ouders en werd ze naar een tante in Australië gestuurd. Op haar zeventiende ging ze terug naar Hongkong.
In 1998 deed ze een reclamespotje en een jaar later speelde ze in haar eerste film: Stephen Chows 'The King of Comedy'. Datzelfde jaar speelde ze in 'Fly Me to Polaris', waarvoor ze de prijs voor beste nieuw talent bij de Hong Kong Film Awards won. Ook nog in 1999 maakte ze haar eerste Cantopop-muziekalbum 'Any Weather'. In 2003 won ze de prijs voor beste actrice voor haar rol in 'Lost in Time' (Hong Kong Film Awards).
Cecilia is in 2006 getrouwd met de bekende zanger/ acteur Nicholas Tse met wie ze in augustus 2007 een zoon kreeg.
Ze spreekt drie talen: Standaardkantonees, Standaardmandarijn en Engels.

## Beknopte Filmografie
- 1999 - The King of Comedy
- 1999 - Fly Me to Polaris
- 1999 - The Legend of Speed
- 2000 - Twelve Nights
- 2000 - Tokyo Raiders
- 2000 - Help!!!
- 2001 - The Legend of Zu
- 2001 - Shaolin Soccer (cameo)
- 2002 - Mighty Baby
- 2002 - Second Time Around
- 2002 - The Lion Roars
- 2003 - Lost in Time
- 2003 - Honesty
- 2004 - The White Dragon
- 2004 - One Night in Mongkok
- 2004 - Sex and the Beauties
- 2005 - The Promise
- 2005 - Himalaya Singh
- 2006 - My Kungfu Sweetheart
- 2006 - The Shopaholics

## Discografie
- 1999 - 'Any Weather'
- 1999 - 'Destination'
- 2000 - '903 California Red Concert'
- 2000 - 'A Brand New Me'
- 2000 - 'Cecilia Cheung'
- 2001 - 'New and Best Collection'
- 2001 - 'Party All the Time'
- 2002 - 'Colour of Lip'
- 2005 - 'C1'